# Cao Yupeng
Cao Yupeng (chinesisch 曹宇鹏, Pinyin Cáo Yǔ Péng; * 27. Oktober 1990 in Guangzhou) ist ein chinesischer Snookerspieler.

## Karriere
Cao Yupeng erhielt als einer der talentiertesten Nachwuchsspieler Chinas 2009 und 2011 jeweils eine Wildcard für die China Open. Er verlor jedoch beide Male seine Erstrundenpartie (gegen Stuart Pettman bzw. Kurt Maflin).
Mit dem Gewinn der U21-Snooker-Asienmeisterschaft 2011 konnte er sich schließlich für die Main Tour 2011/12 qualifizieren, auf der er einen passablen Start hinlegte. Beim Shanghai Masters 2011 und bei der UK Championship 2011 gewann er die ersten beiden Qualifikationsrunden. Auf der PTC-Serie gelang ihm 2011 mit der Runde der letzten 32 beim Warsaw Classic ebenfalls ein erster Erfolg.
Durch Siege über Kurt Maflin, Dave Harold, Nigel Bond und Tom Ford qualifizierte er sich für die Endrunde der Snookerweltmeisterschaft 2012. Dort besiegte er überraschend den an 10 gesetzten Nordiren Mark Allen mit 10:6. Damit stand er im Crucible Theatre erstmals im Achtelfinale, wo er dem Waliser Ryan Day 7:13 unterlag.
Dennoch reichten die von ihm erzielten Punkte am Saisonende für den Verbleib auf der Main Tour nicht aus. Cao erhielt jedoch eine der vier asiatischen Wildcards und konnte so auch an der Saison 2012/13 teilnehmen. Bei den Australian Goldfields Open 2012 zog er dann erneut ins Achtelfinale eines Ranglistenturniers ein, bei der International Championship 2012 konnte er den Erfolg unter anderem mit einem Sieg über John Higgins wiederholen. Beim PTC-Turnier in Yixing 2012 erreichte er das Halbfinale, sein bestes Turnierergebnis auf der Main Tour, und besiegte dabei Mark Williams. In Zhengzhou 2012 erreichte er das Viertelfinale. Das Erreichen der Runde der letzten 32 bei der UK Championship 2012 brachte ihm schließlich gerade genug Punkte, um sich als 66. der Weltrangliste auf der Profitour zu behaupten, obwohl er danach nur noch einmal ein Auftaktmatch gewinnen konnte.
Bei den 4. Asian Indoor & Martial Arts Games 2013 in Incheon gewann er das Finale im Einzel gegen seinen Landsmann und Favoriten Ding Junhui mit 4:2 und erhielt damit die Goldmedaille.
In die Saison 2013/14 startete er dann mit dem Viertelfinaleinzug beim Wuxi Classic 2013, seiner besten Platzierung bei einem vollwertigen Ranglistenturnier. Beim Shanghai Masters 2013 erreichte er die Runde der letzten 32. Bei drei PTC-Turnieren der Asientour kam er einmal bis ins Viertel- und zweimal ins Achtelfinale. Kontinuierlich verbesserte er sich in der Weltrangliste bis zum Jahresende auf Platz 46 und nach dem Achtelfinale beim Wuxi Classic 2014 zu Beginn seiner vierten Profisaison erreichte er mit Platz 42 seine beste Weltranglistenposition. Danach kam er allerdings nicht mehr über die zweite Qualifikationsrunde bei Ranglistenturnieren und die dritte Runde bei PTC-Turnieren hinaus, so dass er in der Zweijahreswertung wieder Punkte verlor und die Saison auf Platz 60 beendete.
Dies setzte sich in der Saison 2015/16 fort und ab der UK Championship gab es sogar nur noch Auftaktniederlagen. Auch der Sieg gegen den Amateur Rodion Judin bei der Snookerweltmeisterschaft 2016 konnte nicht verhindern, dass er auf Platz 72 der Weltrangliste zurückfiel und nicht mehr für die folgende Saison qualifiziert war. Deshalb trat er direkt anschließend in der Q School an. Bereits beim ersten Turnier gehörte er zu einem der vier Gruppensieger und erhielt damit die Startberechtigung für zwei weitere Spielzeiten der Main Tour.
In der Saison 2017/18 spielte er bei den Scottish Open sein erstes Maximum Break und erreichte im gleichen Turnier das Finale, wo er knapp Neil Robertson mit 8:9 unterlag. Zur nächsten Saison trat er nicht mehr an, da der professionelle Weltverband WPBSA gegen ihn Ermittlungen eingeleitet hatte. Am 1. Dezember 2018 gab die WPBSA bekannt, dass Cao drei seiner Profispiele manipuliert habe: gegen Ali Carter bei den Welsh Open 2016, gegen Stuart Bingham bei den Indian Open 2016 und gegen Stephen Maguire bei der UK Championship 2016. Ein unabhängiges Tribunal verhängte zunächst eine achtjährige Sperre. Cao legte daraufhin ein Geständnis ab und führte an, finanzielle Schwierigkeiten hätten ihn dazu bewogen, bei dem Spielbetrug mitzumachen. Die WPBSA reduzierte nach dem Geständnis die Sperre auf sechs Jahre und verpflichtete den Chinesen, bei der Anti-Korruptions-Arbeit des Weltverbandes mitzuhelfen. Dreieinhalb Jahre wurden wiederum zur Bewährung ausgesetzt, die übrigen zweieinhalb Jahre bis zum 24. November 2020 wurden Cao sämtliche Teilnahmen an Profiturnieren verboten. Somit verlor der Chinese 2018 seinen Profistatus. Gleichzeitig musste Cao die Kosten des Verfahrens tragen.
Nach Ablauf der Sperre gelang Cao 2021 über die CBSA Qualifiers die Rückkehr auf die Profitour. Direkt bei seinem ersten Turnier nach dem Comeback, der als Gruppenturnier ausgetragenen Championship League, konnte er die finale Gruppenphase erreichen, in der er als letzter seiner Gruppe ausschied. Im weiteren Verlauf der Saison konnte er bei fast jedem Turnier sein Auftaktspiel gewinnen und stand sowohl bei der UK Championship als auch beim World Grand Prix unter den letzten 32 Spielern. Auf der Weltrangliste gehörte er so zu besten 2021 für die Profitour qualifizierten Spieler und wurde nach nur einer Saison bereits knapp außerhalb der sicheren Top 64 geführt. In der Saison 2022/23 erreichte Cao mehrfach die Runde der letzten 32 bei großen Turnieren und erreichte auch sonst fast immer fortgeschrittene Runden. Bei der Weltmeisterschaft schied er in der Runde der letzten 48 gegen Anthony McGill aus. Er beendete die Saison auf Rang 42, womit er sich für die Profitour in der nächsten Saison qualifizierte.[veraltet]

## Erfolge
- 2013: Asian Indoor & Martial Arts Games – Finalist/Goldmedaille (Einzel)
- 2017: Am 12. Dezember 2017, gelang ihm in der ersten Runde des Scottish Open 2017 gegen Andrew Higginson. sein erstes Maximum Break.
- 2017: Am 16. Dezember 2017, Finaleinzug bei der Scottish Open durch ein 6:4 gegen Judd Trump